# Rhipidarctia danieli
Rhipidarctia danieli là một loài bướm đêm thuộc phân họ Arctiinae, họ Erebidae.